# Dayot Upamecano
Dayotchanculle „Dayot“ Oswald Upamecano (* 27. Oktober 1998 in Évreux, Normandie) ist ein französischer Fußballspieler. Der Verteidiger steht beim FC Bayern München unter Vertrag und ist französischer Nationalspieler.

## Karriere

### Vereine

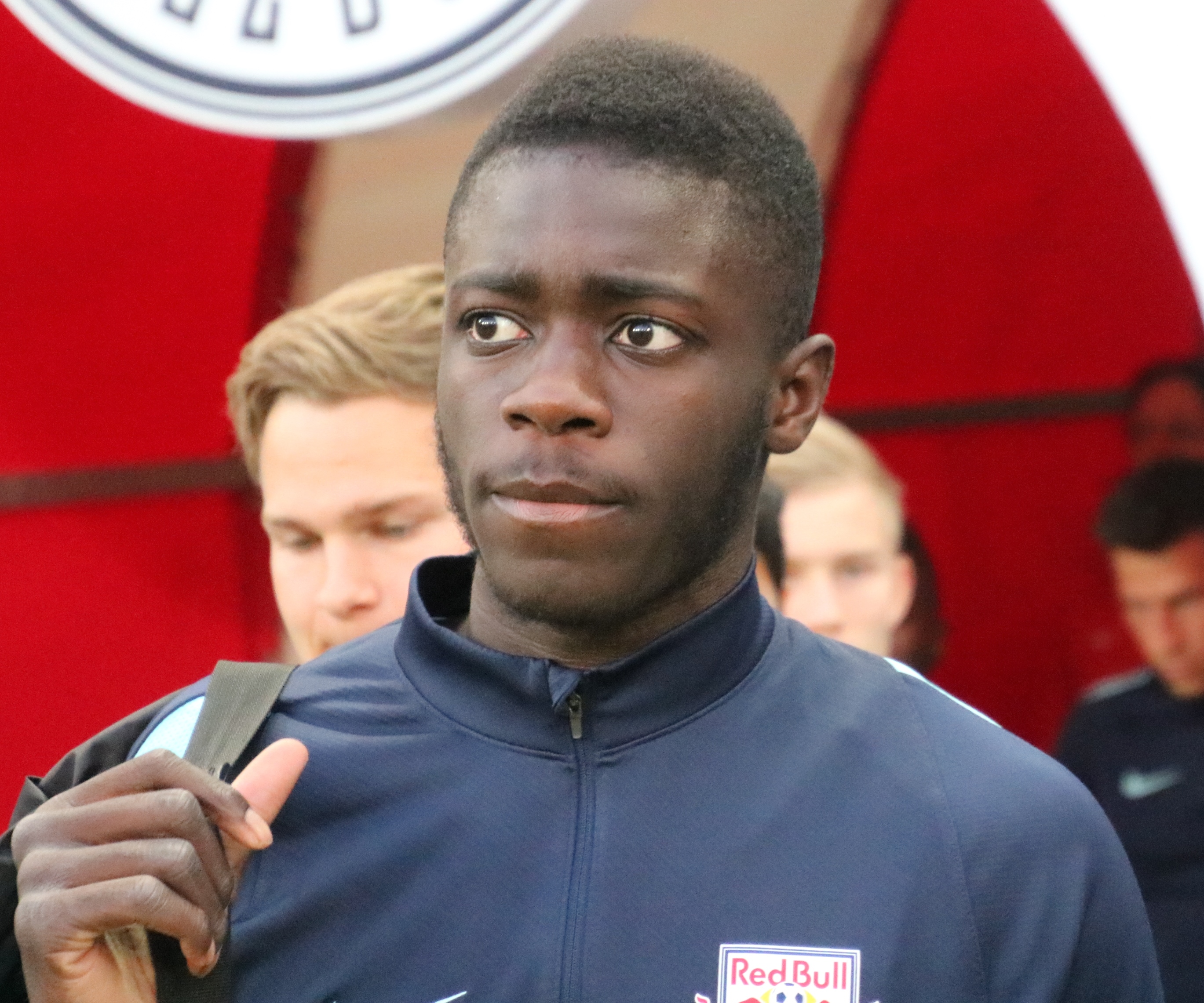
Upamecano bei RB Salzburg (2016)

Upamecano spielte in Frankreich in der Jugend des FC Valenciennes. Als U17-Europameister 2015 mit der französischen Auswahl erregte er die Aufmerksamkeit von Scouts des FC Arsenal, Manchester Citys, Juventus Turins, Olympique Marseilles, FC Bayern Münchens und anderer europäischer Vereine. Letztendlich entschied er sich aber nach positiven Gesprächen mit dem damaligen Sportdirektor Ralf Rangnick für einen Dreijahresvertrag beim österreichischen Meister und Cupsieger FC Red Bull Salzburg, wo er zudem Kooperationsspieler für das Farmteam FC Liefering wurde. Bereits vor ihm hatten spätere Nationalspieler wie Jean-Pierre Papin oder Didier Six die Nachwuchsabteilung Valenciennes durchlaufen.
Zu Beginn der Saison 2015/16 spielte Upamecano noch ausschließlich beim Zweitligisten Liefering sowie mit der A-Jugend des FC Red Bull Salzburg in der UEFA Youth League. Sein Debüt in der zweiten Liga gab er im Juli 2015, als er am zweiten Spieltag jener Saison gegen den SKN St. Pölten in der Startelf stand und in der 29. Minute durch Luan ersetzt wurde. Im März 2016 gab der Franzose schließlich auch sein Debüt in der Bundesliga, als er am 28. Spieltag gegen die SV Mattersburg durchspielte. In der Saison 2016/17 konnte der Verteidiger sich schließlich einen Stammplatz bei den „Bullen“ erarbeiten und kam fortan nicht mehr für Liefering zum Einsatz. Auch in der Europa League konnte der Abwehrspieler erste internationale Erfahrungen sammeln, kam mit Salzburg jedoch nicht über die Gruppenphase hinaus.
Mitte Januar 2017 wechselte Upamecano zum deutschen Bundesligisten und Partnerverein RB Leipzig, bei dem er einen bis Juni 2021 gültigen Vertrag erhielt. Sein erstes Bundesligaspiel bestritt er am 4. Februar 2017 auswärts gegen Borussia Dortmund und wurde bis zum Saisonende, wo er mit RB Vizemeister wurde, weitere Male in der Innenverteidigung aufgeboten. Cheftrainer Hasenhüttl musste den 18-Jährigen jedoch häufiger verfrüht vom Feld nehmen, da dieser mehrmals gelb-rot-gefährdet war. In seiner zweiten Spielzeit entwickelte sich Upamecano neben seinem Partner Willi Orban zur Stammkraft im Abwehrverbund und wurde sowohl im Europa- wie auch im DFB-Pokal und in der Bundesliga regelmäßig von Beginn an eingesetzt, wenn er fit war. Upamecano gehörte 2018 zu den 20 Finalisten des Golden-Boy-Awards, mit dem die italienische Sportzeitung Tuttosport jedes Jahr den besten U21-Spieler Europas auszeichnet. Zwischen Januar und Mai 2019 fiel der Franzose aufgrund einer schweren Knieverletzung aus, konnte aber am Pokalfinale, das gegen Meister Bayern München verloren ging, wieder teilnehmen. Die Saison 2019/20, die mehrere Wochen durch die COVID-19-Pandemie unterbrochen wurde, beendete der Verteidiger mit Leipzig erneut als Tabellendritter, sein Vertrag wurde im Anschluss bis Juni 2023 verlängert. In der Champions League, die im Anschluss an die europäischen Ligawettbewerbe, Anfang August 2020 fortgesetzt wurde, erreichte er mit der Mannschaft nacheinander erstmals das Achtel-, das Viertel- und schließlich sogar das Halbfinale.
Zur Saison 2021/22 wechselte Upamecano zum FC Bayern München. Er unterschrieb einen bis zum 30. Juni 2026 gültigen Vertrag und folgte seinem Trainer Julian Nagelsmann.

### Nationalmannschaft
Upamecano, dessen Wurzeln in Guinea-Bissau liegen, durchlief seit seinem 16. Lebensjahr alle Jugendnationalmannschaften Frankreichs. Mit der U17 wurde er 2015 Europameister und zudem in die Mannschaft des Turniers gewählt.
Von 2018 bis 2021 lief Upamecano für die U21 Frankreichs unter Trainer Sylvain Ripoll auf. Für die Spiele im September 2020 zur UEFA Nations League 2020/21 wurde er erstmals von Trainer Didier Deschamps für die A-Nationalmannschaft nominiert. In seinem zweiten Spiel gegen Kroatien, das eine Neuauflage des WM-Finals von 2018 mit gleichem Ergebnis (4:2) darstellte, erzielte er sein erstes Tor für die Équipe Tricolore. Bei der Fußball-Weltmeisterschaft 2022 in Katar war er Stammspieler der Nationalmannschaft und wurde Vize-Weltmeister.

## Titel

### Vereine
Österreich
- Meister: 2016
- Pokalsieger: 2016

Deutschland
- Meister (3): 2022, 2023, 2025
- Supercupsieger (3): 2021, 2022, 2025

### Nationalmannschaft
- UEFA-Nations-League-Sieger: 2021
- U17-Europameister: 2015

## Spielweise
Upamecanos fußballerische Wurzeln liegen in den „Stahlkäfigen“ seiner Geburtsstadt Évreux. Sein bulliger Körperbau hilft ihm beim Blockieren von gegnerischen Angreifern, beherzte Grätschen und harte Tacklings machen ihn zu einem unangenehmen Gegenspieler. Er weist eine hohe Zweikampfquote auf und kann in Bezug auf Ballgewinn und erfolgreiche Dribblings punkten.

## Persönliches
Der Sohn eines Fliesenlegers und einer Friseurin lernte in Évreux Ousmane Dembélé kennen, mit dem er sich anfreundete und dieselbe Schule besuchte. Mehrere Vereinsverantwortliche und Mitspieler schreiben ihm ein „ruhiges und geerdetes Naturell“ zu.

## Auszeichnungen
- Wahl in die VDV 11: 2020/21, 2022/23, 2024/25